# تپه شادی
تپه شادی مربوط به سده‌های ۵ تا ۷ هجری است و در شهرستان تایباد، مایلن ولایت، دهستان دشت تایباد، ۵۰۰ متری غرب روستای شادی واقع شده و این اثر در تاریخ ۲۶ دی ۱۳۸۶ با شمارهٔ ثبت ۲۰۵۸۲ به‌عنوان یکی از آثار ملی ایران به ثبت رسیده است.